# Andalamengoke
 (septembre 2018).
Si vous disposez d'ouvrages ou d'articles de référence ou si vous connaissez des sites web de qualité traitant du thème abordé ici, merci de compléter l'article en donnant les références utiles à sa vérifiabilité et en les liant à la section « Notes et références ».
Andalamengoke (ou Andalamengoki, Andalamengoky, Andlamengoken) est une localité du sud-ouest de Madagascar, située dans la région d'Atsimo-Andrefana et le district de Sakaraha, à la lisière du parc national de Zombitse-Vohibasia.

## Géographie

### Situation
Le village est situé au sud de Madagascar, dans la région de Tuléar, à 10 km au nord de la ville de Sakaraha.
Il longe la Route Nationale 7. Le village est situé à 50 km du parc national de l'Isalo, et à 5 km du parc national de Zombitse-Vohibasia.

### Hydrographie
C'est une région pauvre en eau et les villageois souffrent de cette sècheresse. Quelques puits creusés à la main (jusqu'à 15m) peuvent fournir de l'eau. Cependant elle est de mauvaise qualité, et fluctue beaucoup selon les saisons car il s'agit uniquement de réserves d'eau superficielles. En saison sèche (Fin d'année), ces puits sont asséchés.
Des nappes phréatiques se trouvent dans des aquifères à partir de 60m de profondeur pour un débit moyen de 300 l/h. Des machines sont nécessaires pour atteindre ces profondeurs.[réf. nécessaire]

### Relief et géologie
Le relief est relativement plat, l'altitude varie de 10m entre le point le plus haut et le point le plus bas du village.
Les terrains sont secs et disposent de peu de végétation, notamment en saison sèche.
Le sol est composé de sable et grès sableux principalement.
La région est connue pour ses terres riches en saphir. La ville de Sakaraha y est remplie de vendeurs.

### Climat
La région de Sakaraha est dotée d'un climat de steppe, de type BSh selon la classification de Köppen, avec une température moyenne annuelle de 23,4 °C et des précipitations moyennes de 724 mm.
Une saison des pluies de quatre à cinq mois (de novembre à mars) alterne avec une longue saison sèche de sept à huit mois.

### Voie de communication
Andalamengoke est accessible via la Route Nationale 7.

## Urbanisme

### Logements
Le village est composé d'environ 120 foyers, tous construits en brique de terre cuite pour l'ossature et de bois et de paille pour le toit.
Le village peut accueillir des touristes dans un hôtel nommé Zombitse Ecolodge, notamment ceux qui visitent le Parc National du Zombitse de Vohibasia, situé à 5 km du village.

## Histoire
Les premiers habitants du village s'y sont installés il y a près de 50 ans.
Le village a subi une grande attaque en 2014. Il s'agissait des Dahalo, des voleurs malgaches à la recherche de zébus, un animal précieux dans ce pays.

## Étymologie
Le nom du village est issu de la fusion de deux mots malgaches, Andala signifiant « route » et Mengoke signifiant « courbe ». On peut traduire cela par « la route courbée », car le village est situé juste avant une courbe sur la nationale 7.

## Politique
Le village est dirigé par un chef de village (fokontany en malgache). Le chef du village représente son village auprès de réunions de chef de villages organisées à Sakaraha avec le chef de district et quelquefois le maire de Sakaraha.

## Population et société

### Démographie
Madagascar n'a connu que deux recensements, en 1975 (RGPH1) et 1993 (RGPH2), dont les données sont considérées comme caduques, car la population a doublé en 25 ans. En 2019 on ne dispose donc pas de données officielles pour la population des villages. Les rares estimations sont celles de différentes organisations humanitaires œuvrant sur le terrain. Pour Andalamengoke, le nombre d'habitants semble se situer entre 400 et 800 personnes, dont 75% d'enfants.
Lors de l'élection présidentielle de 2013, on y a dénombré 295 inscrits.

### Enseignement
Environ 80% des adultes sont analphabètes, mais 80% des enfants sont maintenant scolarisés.
Une école a vu le jour en 2005. Aujourd'hui, en 2018, des professeurs y donnent des cours du niveau maternelle jusqu'au niveau collège. Les collégiens vont ensuite à Sakaraha (ou plus loin) pour poursuivre leur scolarité. Des programmes d'échanges avec des étudiants d'écoles allemandes voient le jour.

### Équipements sanitaires et sociaux
Il y a des toilettes publiques pour l'ensemble des villageois. Des logements ont été construits pour y accueillir les professeurs.

### Équipements sportifs
Le village est équipé d'un demi-terrain de basket (1 panier), situé dans l'hôtel Zombitse Ecolodge, qu'ils appellent encore «Bel Air».

### Lieu de culte
Le village possède une église dans laquelle les villageois peuvent se recueillir une fois par semaine.

## Économie

### Activités
L'ensemble du village vie essentiellement de l'agriculture, au gré des saisons (manioc, maïs, pistaches, entre autres).
Les villageois tirent également une partie de leurs revenus de l'élevage de moutons, chèvres et volailles. Chaque samedi c'est le jour du marché à Sakaraha. Tous les villageois y sont présents pour y vendre leurs récoltes et faire du troc.

### Emplois
Mis à part les agriculteurs et les éleveurs, certains villageois travaillent dans l'hôtel Zombitse Ecolodge.

## Pour approfondir

### Actualités du village
L'association HUManitaire des apprentis Arts et Métiers de Paris ou HUM'AM a effectué l'Action Madagasc'Arts à Andalamengoke pendant le mois de Juin 2018. Sa mission consistait à installer un puits dans le village afin d'améliorer la condition de vie de sa population. En plus de ce projet d'adduction d'eau, l'association a offert un kit solaire à chaque foyer. Ce kit est composé d'un panneau solaire, de batterie, de lampes, d'une radio. Cela permettra aux villageois d'avoir de la lumière la nuit et aussi de pouvoir charger la batterie de leurs téléphones portables.